# Zestawienie tematyczne
Zestawienie tematyczne – metainformacja podająca co najmniej dwie dane bibliograficzne dokumentów, zawierających informacje na dany temat.

## Cel
Zestawienia tematyczne stosowane są w celu zwrócenia uwagi środowiska lokalnego na prace biblioteki oraz informować o jej zbiorach. Zestawienia tego typu opracowywane są na bieżąco w miarę pojawiających się potrzeb użytkowników biblioteki w zakresie zainteresowania się daną tematyką. Impulsem do sporządzania zestawień są często bieżące wydarzenia.

### Klasyfikacja zestawień tematycznych
- Zestawienie tematyczne podstawowe – zestawienie wykonane jako pierwsze na dany temat.
- Zestawienie tematyczne uzupełniające – zestawienie sporządzone w celu uzupełnienia poprzednich zestawień na dany temat.
- Zestawienie tematyczne związane – zestawienie wykonane na pokrewny temat[3].

#### Struktura
Tytulatura;
- tytuł,
- określenie rodzaju zestawienia wraz z uzupełniaczami,
- numer rejestracyjny zestawienia,
- oznaczenia zasięgu chronologicznego, językowego, geograficznego,
- nazwa opracowującego zastawienie.

Uzupełnienie tytulatury;
- wykaz wykorzystanych źródeł,
- wykaz rodzaju dokumentów uwzględnionych w zestawieniu,
- objętość zestawienia,
- wykaz skrótów wprowadzonych do zestawienia,
- informacje dotyczące ośrodka opracowującego zestawienie.

Kompozycja karty tytułowej;
- Zrąb główny (opis bibliograficzny dokumentu przyjęty z dokumentu pochodnego lub sporządzony na podstawie dokumentu pierwotnego, tłumaczenie tytułu na język polski, abstrakt (można pominąć tę część przygotowując zestawienie), informacje o miejscu przechowywania dokumentu pierwotnego).

Kompozycja pozycji zestawienia;
- Miejsce przechowywania dokumentu – akronim lub skrót nazwy instytutu należy podawać w prawym, górnym rogu nad pozycją zestawienia[3].

##### Przykłady zestawień tematycznych
Zestawienie tematyczne najczęściej opracowywane jest przez pracowników INTE lub doświadczonych bibliotekarzy:
- Pedagogiczna Biblioteka Wojewódzka w Kielcach: Orient w literaturze.
- Biuletyn informacyjny Biblioteki Głównej AE w Krakowie: Unia Europejska oczami bibliotekarzy
- Pedagogiczna Biblioteka Wojewódzka im. Józefa Lompy w Katowicach Filia w Tychach: DZIECKO TRUDNE
- Szkoła Podstawowa nr 2 w Rudzie Śląskiej: Teresa Ustupska-Kubeczek: Zestawienie tematyczne – RODZICE A SZKOŁA[4]